# Dicranomyia (Dicranomyia) rostrotruncata
Dicranomyia (Dicranomyia) rostrotruncata is een tweevleugelige uit de familie steltmuggen (Limoniidae). De soort komt voor in het Neotropisch gebied.